# 雅科夫·梅利庫莫夫
雅科夫·梅利庫莫夫（俄语：Я́ков Арка́дьевич Мельку́мов，1885年12月24日—1962年7月3日）亚美尼亚裔苏联军事指挥官，曾参与第一次世界大战和俄罗斯内战。他在俄罗斯内战中与巴斯玛奇运动作战期间表现尤为突出。他因指挥部队击毙指挥巴斯马奇军队的前奥斯曼将领、亚美尼亚种族灭绝的主要策划者恩维尔帕夏而闻名。1930年，他指挥部队参与了苏联干预阿富汗内战的战役。1937年11月，被控参与法西斯军事密谋。1940年被中亚军区军事法庭判处死刑，上诉后被苏联最高法院军事审判庭该判为在科雷马古拉格服刑，1954年获释，1955年平反。